# Старий Янкув
Старий Янкув (пол. Stary Janków) — село в Польщі, у гміні Радзимін Воломінського повіту Мазовецького воєводства.
Населення — 230 осіб (2011).
У 1975-1998 роках село належало до Варшавського воєводства.

## Демографія
Демографічна структура станом на 31 березня 2011 року:
|          | Загалом | Допрацездатний вік | Працездатний вік | Постпрацездатний вік |
| -------- | ------- | ------------------ | ---------------- | -------------------- |
| Чоловіки | 116     | 35                 | 76               | 5                    |
| Жінки    | 114     | 29                 | 72               | 13                   |
| Разом    | 230     | 64                 | 148              | 18                   |